# Protesty w Iranie (od 2022)
Protesty w Iranie – antyrządowe protesty o charakterze społeczno-obyczajowym w Iranie, które rozpoczęły się 16 września 2022 r. z powodu śmierci Mahsy Amini, aresztowanej i pobitej za strój niezgodny z normami narzuconymi przez irańską władzę.

## Tło
W 1935 r. szach Iranu Reza Szah Pahlawi zakazał kobietom zakrywania włosów, przy czym przez część społeczeństwa nie było to odbierane jako akt wyzwolenia kobiet, ale element traumatycznej przymusowej westernizacji – funkcjonariusze mieli prawo zrywać chusty z głów napotkanych kobiet, przez co kobiety z najbardziej konserwatywnych środowisk przestały wychodzić z domów. W protestach przeciwko nowym przepisom zginęło kilkaset osób. Po rewolucji islamskiej z 1979 r. chusta natychmiast stała się symbolem tej rewolucji i zaczęły ją nosić także niektóre niereligijne kobiety. Jednocześnie niektóre Iranki protestowały przeciwko hidżabom już na samym początku Islamskiej Republiki Iranu (1979). Przeciwstawiały się im jednak manifestacje zwolenników zakrywania ciała przez kobiety.

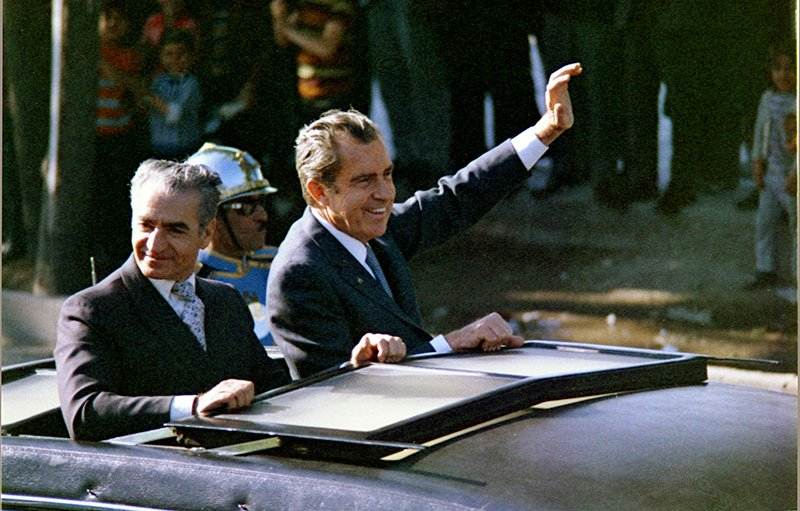
Richard Nixon i Mohammad Reza Pahlawi w Teheranie, 1972

Nakaz noszenia hidżabu został ostatecznie wprowadzony w 1983 r. we wszystkich przestrzeniach publicznych dla kobiet powyżej 9. roku życia, a karą przewidzianą za uchybienie przepisom była chłosta, którą jednak w latach 1990. zniesiono. Jednak pojęcie nieobyczajności stroju pozostało płynne i zależało od luźnej interpretacji funkcjonariusza oraz sytuacji w kraju.
Pojawienie się patroli policji obyczajowej miało miejsce w 2006 r., ale wówczas budziło opór samych funkcjonariuszy, którzy nie chcieli zajmować się obowiązkami, które ich zdaniem nie powinny znajdować się w gestii policji. Według oficjalnych danych z 2004 r. 3 miliony Iranek zostały zatrzymywane z powodu włosów lub nieodpowiedniego ubioru, w 2022 r. co najmniej 80 Iranek odsiadywało za niezakryte włosy wyroki, których długość przekraczała 10 lat.
W XXI w. Iranki walczyły m.in. o prawo do dziedziczenia i o równowartość ich zeznań w sądach w stosunku do męskich świadków.

## Przyczyny
Irańskie ustawodawstwo wymaga od kobiet zakrywania włosów chustą oraz rąk do dłoni i nóg do stóp. Za prezydentury umiarkowanego Hasana Rouhaniego (2013–2021) nastąpiło szybko zaakceptowanie poluzowanych zasad w przestrzeni publicznej, ale po wyborach prezydenckich, które wygrał silnie konserwatywny Ebrahim Ra’isi, rząd wprowadził w lipcu 2022 r. mobilizację wszystkich sił porządkowych w celu egzekwowania przepisów obyczajowych. Wzrosła także brutalność służb, które realizowały odgórny plan walki z niewłaściwym strojem kobiet w ramach kolejnego frontu walki o podporządkowanie sobie społeczeństwa.

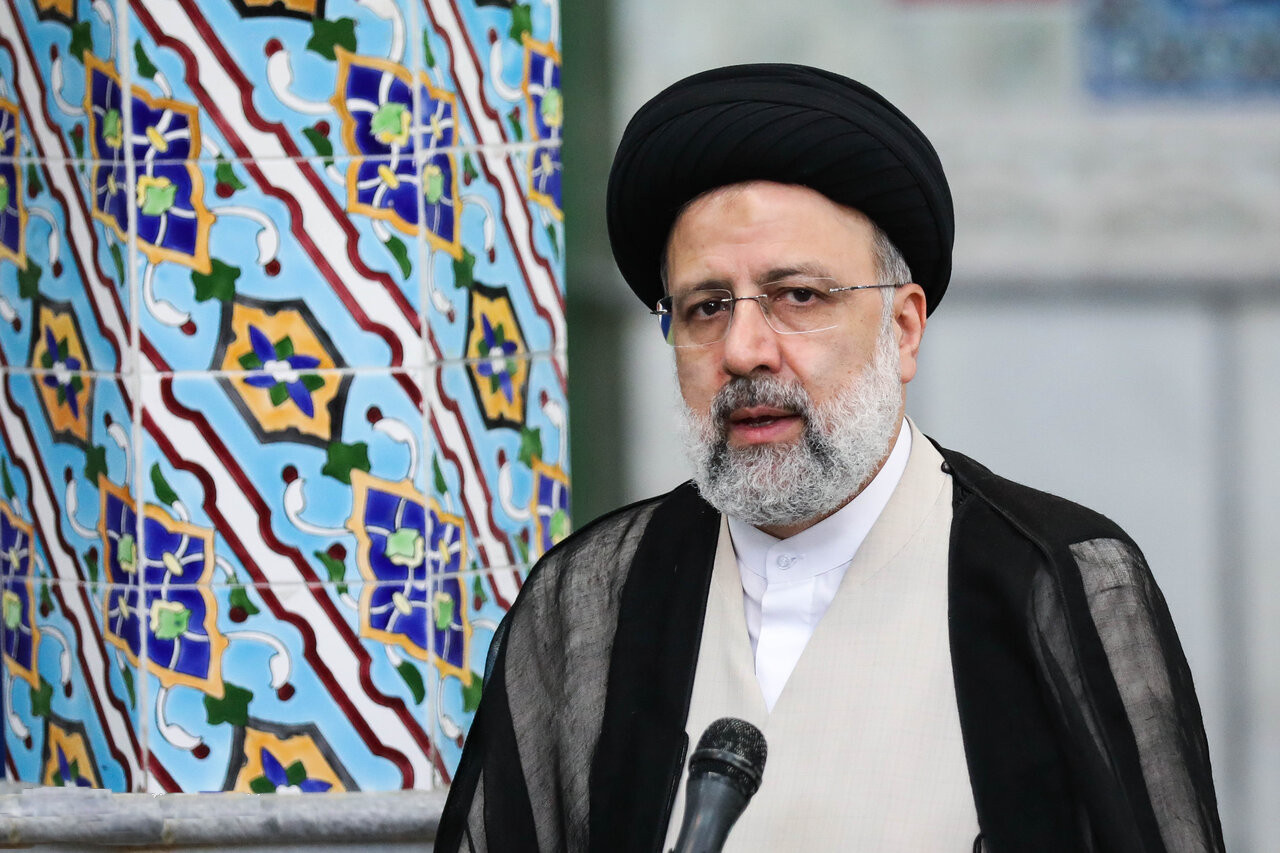
Konserwatywny prezydent Ebrahim Ra’isi

Zaczęły mnożyć się doniesienia o publicznym obrażaniu, biciu, siłowym wciąganiu do radiowozów. Dwa miesiące przed wybuchem protestów aresztowana pisarka Sapideh Raszno po dwóch tygodniach od aresztowania pojawiła się w telewizyjnych wiadomościach, gdzie posiniaczona przepraszała za swoje nieobyczajne zachowanie. Miało to związek z pogarszającą się sytuacją gospodarczą kraju (m.in. wysoką inflacją) i tlącymi się od zamieszek z 2019 roku protestami kolejnych grup społecznych, które to protesty były szybko i brutalnie rozpędzane – czasem z użyciem broni palnej. Oprócz podłoża ekonomicznego miały one także podłoże antykorupcyjne oraz były skierowane przeciw rosnącym represjom, tłamszeniu wolności osobistej i alienacji władzy, która nie potrafiła poradzić sobie z pandemią COVID-19, co doprowadziło do śmierci wielu osób.
Bezpośrednią przyczyną protestów była śmierć 22-letniej Mahsy Amini, aresztowanej 13 września 2022 r. i brutalnie pobitej przez irańską policję obyczajową za nieprzestrzeganie przepisów dotyczących stroju, gdyż w momencie aresztowania nie miała całkowicie zakrytych włosów i nosiła obcisłe spodnie. W wyniku obrażeń kobieta trafiła do szpitala, gdzie zmarła w piątek 16 września po trzech dniach śpiączki. Oficjalnie jej śmierć według służb porządkowych była skutkiem nagłej niewydolności serca, choć według relacji rodziców kobiety była ona zdrowa i nie miała żadnych dolegliwości. Był to prawdopodobnie pierwszy przypadek pobicia kobiety ze skutkiem śmiertelnym przez policję obyczajową za niewłaściwy strój.

## Protesty

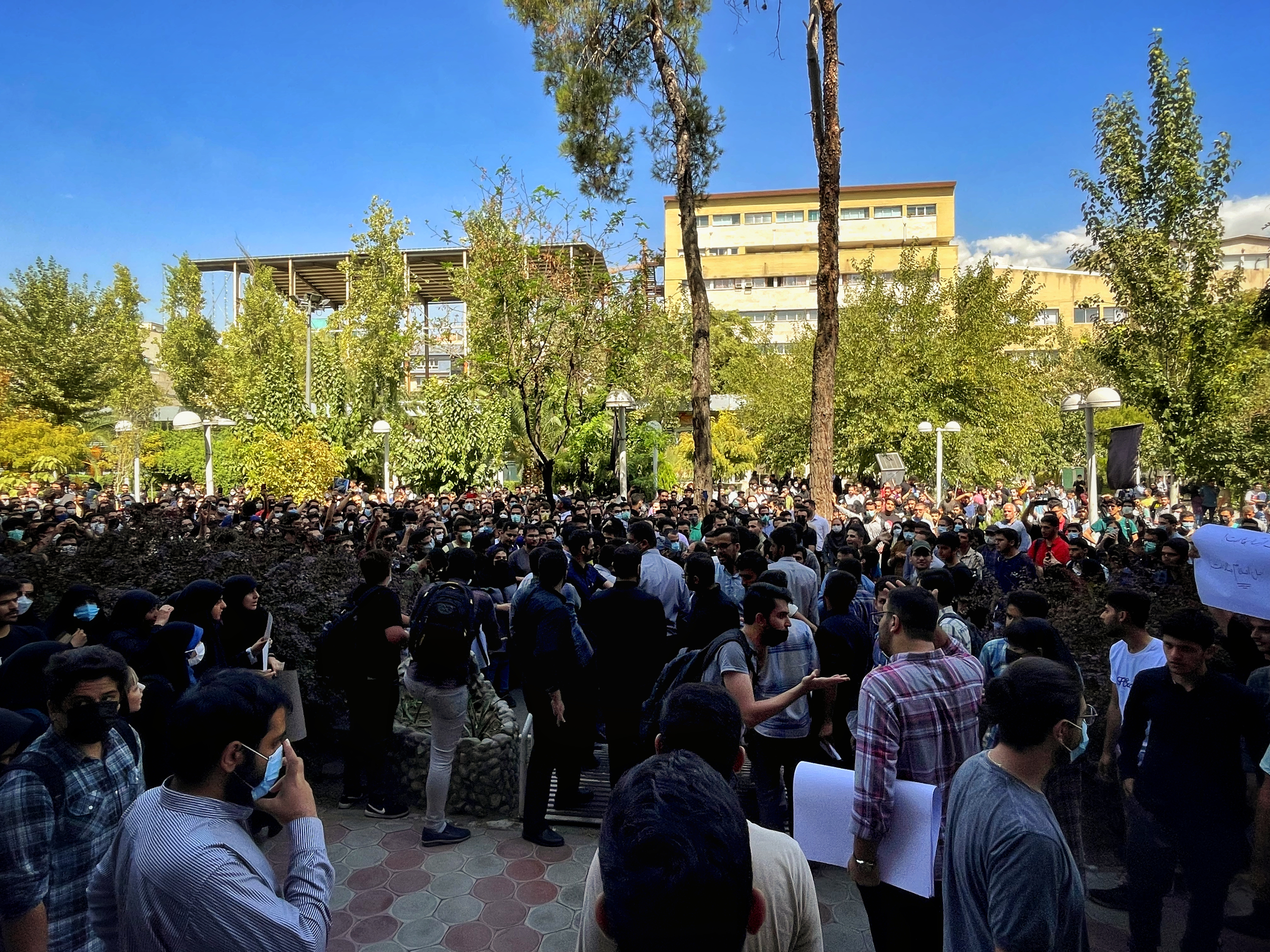
Protestujący studenci politechniki Amirkabir

### Początkowe protesty
Śmierć kobiety wywołała protesty przeciwko brutalności policji i przepisom regulującym strój kobiet; najpierw w Saghghezie, skąd pochodziła zabita. Z czasem protesty zaczęły się w innych częściach kraju, przy czym największe zamieszki miały miejsce w Kurdystanie. W ramach protestów irańskie kobiety wychodziły na ulice, paląc hidżaby; miejscami dochodziło też do wymiany ognia między uczestniczkami i siłami bezpieczeństwa. Część kobiet protestowała także publikując w internecie filmy, na których obcinają włosy lub golą głowę, w związku z czym władze ograniczyły dostęp do internetu, blokując aplikację Instagram, działanie aplikacji WhatsApp ograniczając do funkcji przesyłania tekstu i wyłączając sieć w Kurdystanie. Dużym echem odbił się opublikowany w internecie protest 80-letniej Gohar Eshghi, która również ogłosiła zdjęcie hidżabu i wezwała do intensyfikacji protestów. W odpowiedzi demonstranci zaczęli rozdawać ulotki informujące o planowanych protestach.

### Rozszerzenie protestów
Protesty w 2022 r. objęły przynajmniej 50 miast, m.in. Kamyaran i Abdanan w Kurdystanie, ośrodki religijne Meszhed i Kom, stołeczny Teheran, zazwyczaj spokojne Kerman, Raszt i Sari. Łącznie demonstracje miały miejsce w 16 z 31 prowincji kraju i w ciągu dwóch tygodni we wszystkich większych ośrodkach miejskich, przy czym z czasem (w listopadzie 2022 r.) szczególną intensywność przyjęły na obszarach zamieszkanych przez Kurdów. Były to największe wystąpienia społeczne od czasu protestów w 2019 r., które były spowodowane drożejącym paliwem. Były to też pierwsze od dawna protesty prowadzone w poprzek podziałów politycznych, kulturowych, religijnych czy etnicznych, choć największe miały miejsce na terenie irańskiego Kurdystanu oraz po raz pierwszy zaczynały się w mniejszych miastach, promieniując na duże ośrodki. Z czasem protest rozszerzył się na strajki w zakładach pracy, a studenci i wykładowcy przestali brać udział w zajęciach, zaczęły też znikać zdjęcia ajatollahów wieszane w pomieszczeniach publicznych.

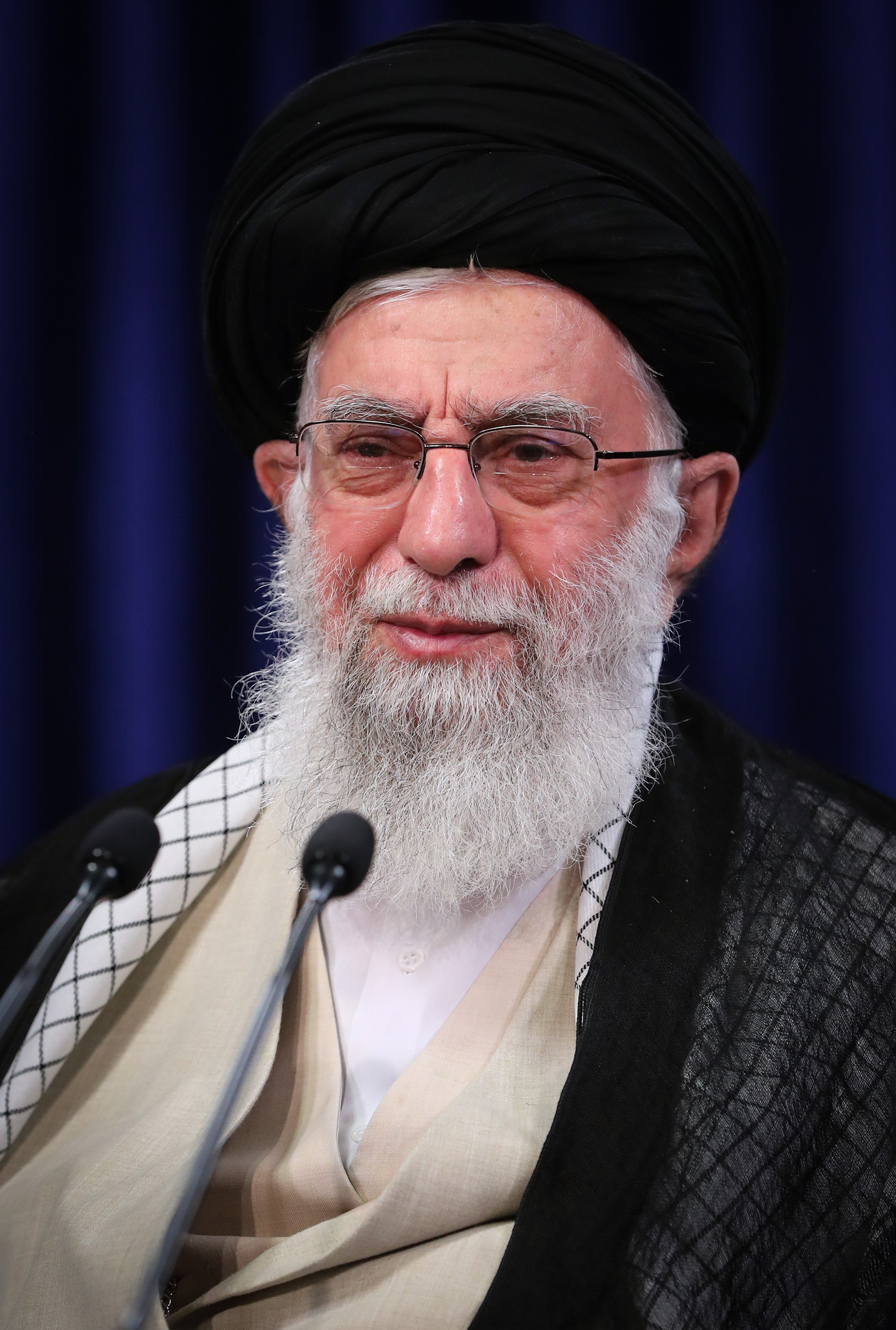
Przywódca Iranu Ali Chamenei

Na wieść o starciach na uniwersytecie w Teheranie pod bramami uczelni wieczorem 2 października 2022 r. zebrały się duże grupy demonstrantów. W pierwszy weekend października odbywały się protesty na innych uczelniach w Teheranie oraz Meszhedzie, Szirazie, Kermanszahu, Sanandadżu i Jazdzie. Oprócz protestów studenckich, dochodziło także do protestów uczennic, związanych ze śmiercią Niki Szahkarami. Śmierć nastolatki spowodowała znaczne zwiększenie skali protestów. Pod koniec pierwszego miesiąca protestów do wiadomości publicznej przedostała się wieść o śmierci kolejnej nastolatki uczestniczącej w protestach – Sarinie Elmailzadeh. Podobnie jak w poprzednim przypadku, władze za przyczynę śmierci uznały skok z budynku. Nastolatki zaczęły niszczyć symbole reżimu, m.in. zdjęcia ajatollahów i również podnosić antyrządowe hasła.
Wobec coraz brutalniejszych prób stłumienia protestów i braku prób załagodzenia i wyjaśnienia sytuacji ze strony władz, demonstracje z czasem przybierały na sile, a wśród demonstrantów zaczęły się pojawiać oddolna organizacja i hasła o charakterze politycznym, m.in. domagające się obalenia republiki islamskiej, np. "Śmierć dyktatorowi!", „Precz z reżimem!", „Śmierć Chameneiemu!" i „Precz z rządami mułłów!", ponadto na murach zaczęło pojawiać się coraz więcej antyrządowych graffiti. Zauważalne było także postępujące zmniejszanie się strachu względem funkcjonariuszy bezpieczeństwa, m.in. paramilitarnych bojówek Gwardii Rewolucyjnej (tzw. basidżi). Nowym zjawiskiem w skali Iranu była także solidarność protestujących, m.in. wzajemna obrona przed funkcjonariuszami służb bezpieczeństwa i ataki na funkcjonariuszy i radiowozy.
Pod koniec pierwszego miesiąca rozszerzający się stopniowo protest w różnych zakładach pracy zaczął obejmować pracowników sektora ropy naftowej, m.in. rafinerii Abadan i Kangan. W całym kraju duże demonstracje odbywały się co kilka dni, małe codziennie, akty obywatelskiego (kobiety poruszające się z odkrytą głową, wykrzykiwanie antyrządowych haseł z okien) nieposłuszeństwa zdarzały się nieustannie, stając się w opinii szefa Amanu powstaniem ludowym. 26 października miała miejsce licząca przynajmniej 10 tys. osób demonstracja przy grobie Mahsy Amini. W tym samym dniu wielotysięczne demonstracje odbyły się w Teheranie, w których wzięli udział m.in. członkowie Rady Medycznej Teheranu, a mniejsze na ulicach Isfahanu i Meszhedu. Podczas tych demonstracji ponownie podnoszono hasła antyreżimowe, m.in. „Śmieć dyktatorowi!". Jednocześnie w tym samym dniu miały miejsce protesty na uczelniach w Isfahanie, Ahwazie, Szirazie i Meszhedzie, przy czym w tym ostatnim mieście spalono baner z podobizną Ruhollaha Chomeiniego, a w ostatni weekend października protesty kontynuowano na uczelniach m.in. w Teheranie, Isfahanie i Szirazie.
17 listopada doszło do podpalenia rodzinnego domu ajatollaha Chomeiniego, jednak władze nieoficjalnie zaprzeczały temu faktowi. Przed meczem Iranu z Anglią na mistrzostwach świata w piłce nożnej żaden z piłkarzy irańskiej reprezentacji nie zaśpiewał hymnu państwowego, co odebrano jako sygnał wsparcia dla trwających w kraju protestów, zaś kapitan tej reprezentacji Ehsan Hajsafi wprost wyraził wsparcie dla protestujących. Jednocześnie protestujący w Iranie świętowali zwycięstwo Anglii w tym meczu i wznosili okrzyki antyrządowe. Niektóre irańskie zawodniczki (reprezentujące różne dyscypliny sportowe) występowały na zagranicznych imprezach sportowych bez hidżabów, co również zinterpretowano jako oznakę poparcia dla protestów w ojczyźnie.
Mimo surowych kar i zastraszania protestujących, demonstracje nie wygasały po trzech miesiącach, a ogłaszane przez władze końce protestów powodowały jedynie ich okresowe nasilenie. W połowie grudnia jedną z istotniejszych form protestów był trzydniowy strajk, podczas którego nie działały m.in. bazary, w tym w Teheranie.
4 stycznia 2023 r. na progu własnego domu zginął zastrzelony dowódca teherańskiego oddziału Korpusu Strażników Rewolucji Islamskiej oraz paramilitarnej grupy Basidż Kasem Fetallahi. Po rozpoczęciu roku 2023 r. protesty zaczęły słabnąć na skutek represji, w tym rosnącej liczby wykonywanych wyroków śmierci na demonstrantach. W celu skuteczniejszego tłumienia protestów dowódcą policji w Iranie został mianowany gen. Ahmadreza Radan.
Charakterystyczne dla protestów rozpoczętych w 2022 r. jest bardzo rzadkie odwoływanie się przez demonstrantów do wartości religijnych czy ideałów rewolucji islamskiej z 1979 r., które to elementy występowały podczas wcześniejszych okresów niezadowolenia społecznego. Tę tendencję tłumaczy się m.in. dużym udziałem w protestach młodzieży, która nie pamięta czasów sprzed islamskiej rewolucji, stąd nie domagali się oni o reformy ustroju, ale walczyli o jego całkowitą zmianę. Pod wpływem presji młodszych demonstrantów, te areligijne cele zaczęły się także rozprzestrzeniać w starszych grupach wiekowych. Efektem tego stało się coraz częstsze porzucanie hidżabu przez kobiety. Pomimo niereligijnego charakteru protestów, poparły je m.in. Zahra Rahnaward, żona Mir-Hosejna Musawiego i Badri Hosseni Chamenei, siostra Alego Chameneiego.

### Reakcje władz

#### 2022

Liczba śmiertelnych ofiar protestów w prowincjach

Policja tłumiła protesty używając m.in. ostrej amunicji, amunicji gumowej i gazu łzawiącego, w wyniku czego w dniach 17–18 września w Saghghezie i Sanandadżu 38 osób zostało rannych, zaś 19 września zginęły 3 osoby, 221 zostało rannych, a aresztowania objęły 250. 19 września protesty objęły także studentów i studentki na teherańskich uniwersytetach, podczas których domagano się rzetelnego śledztwa w sprawie śmierci Mahsy Amini oraz likwidacji policji obyczajowej. W odpowiedzi policja otoczyła strajkujących studentów na kampusie uniwersyteckim w Teheranie, grupa studentów została uwięziona na parkingu podziemnym. W następnych dnia uzbrojona policja obsadzała także inne kampusy w różnych częściach kraju.
Miały także miejsce przypadki stosowania przez służby przemocy wobec nieletnich, m.in. już w protestach 20 września policja zabiła licealistkę z Teheranu Nikę Szakarami, a następnie tuszowała jej śmierć i uniemożliwiła pogrzeb w rodzinnej miejscowości. Na podstawie dostępnych materiałów wideo wersję władzy o śmierci na skutek nieszczęśliwego wypadku wykluczono. Ponadto podczas zatrzymywania protestujących kobiet często dochodziło do ich molestowania przez funkcjonariuszy.
W dniach 20–21 września zginęły kolejne 4 osoby. 22 września pozarządowa organizacja walcząca o prawa człowieka Iran Human Rights podała, że przez działania służb w protestach życie straciło co najmniej 31 osób. W ciągu 10 dni zamieszek oficjalnie zginęło co najmniej 41 osób, zaś zdaniem organizacji praw człowieka liczba zabitych to co najmniej 57 osób, przy czym z upływem czasu protesty stawały się coraz bardziej gwałtowne – służby zaczęły tłumić protesty ostrą amunicją, demonstranci bronić się rzucanymi kamieniami oraz podpalając samochody policyjne i budynki państwowe. Do początku października zdaniem Iran Human Rights w zamieszkach zginęły 133 osoby, a liczby rannych i aresztowanych były trudne do oszacowania, ale znacznie większe.
Pod koniec września z ulic Teheranu zniknęły samochody policji obyczajowej, co jednak nie zahamowało protestów, gdyż zwalniane z aresztu kobiety donosiły o stosowanej na wobec nich przez policję przemocy (biciu, wyzwiskach, groźbach gwałtu, odmawianiu zaspokajania potrzeb fizjologicznych). Przeciwko wykorzystywaniu policji do aresztowania kobiet bez hidżabów wystąpiły również konserwatywne organizacje, m.in. komisja ds. promocji cnoty i zapobiegania występkowi.
Władze Iranu sugerowały, że za śmierć protestujących odpowiadają wyłącznie uzbrojeni protestujący. Media państwowe doniosły również o serii linczów na duchownych. Co prawda przebywający na sesji Zgromadzenia Ogólnego ONZ prezydent Iranu Ebrahim Ra'isi zapewnił o rozpoczęciu dochodzenia w sprawie śmierci Mahsy Amini, ale dla odmiany na początku października ajatollah Ali Chamenei ogłosił, że zamieszki były zostały zaaranżowane przez Stany Zjednoczone oraz Izrael i udzielił pełnego poparcia siłom bezpieczeństwa. Również irański minister spraw zagranicznych Hosejn Amir Abdollahijan skrytykował wsparcie USA dla zamieszek.
Po czterech tygodniach protestów liczba zabitych szacowana była na co najmniej 185 (w tym 28 dzieci), a zaś rannych i aresztowanych było przynajmniej kilka tysięcy. 11 października rząd ogłosił, że zwolnił z aresztów 1,7 tys. osób, choć obrońcy praw człowieka utrzymywali, że więzienia nadal były przepełnione. Do najintensywniejszych protestów dochodziło w tym czasie w regionach zamieszkanych przez Kurdów, m.in. w Sanandadżu 8-9 października służby bezpieczeństwa ostrzelały domy i rozpyliły w nich gaz łzawiący. Z kolei oficjalne przekazy władz podkreślają śmierć 24 funkcjonariuszy służb i liczbę 2 tys. rannych mundurowych. Zgodnie z komunikatem Iran Human Rights z 12 października liczba ofiar śmiertelnych sięgnęła 201 osób. Do tego czasu ponad 20 dziennikarzy aresztowano za relacjonowanie protestów.
W ostatnim tygodniu października rozpoczął się proces 516 osób aresztowanych podczas protestów, przy czym 4 osoby oskarżono o „prowadzenie wojny przeciwko Bogu", a resztę o spiskowanie przeciwko bezpieczeństwu kraju, propagandę, naruszenie porządku publicznego, bezprawne używanie broni, atakowanie i ranienie funkcjonariuszy, a także palenie własności publicznej. Według zapowiedzi prokuratora część zarzutów zagrożona była karą śmierci. Jednocześnie liczba oskarżonych, którym władze zaplanowały procesy przekroczyła 1000 osób (w tym 315 w Teheranie), liczba aresztowanych sięgnęła kilkanaście tysięcy (w tym wielu dziennikarzy), zabitych przekroczyła 253 osoby (w tym 34 dzieci). Jednocześnie nadal nie wygasały protesty i brutalne próby ich tłumienia, m.in. w jednej z teherańskich szkół średnich policja użyła gazu łzawiącego przeciwko uczennicom, które nie chciały wydać telefonów do sprawdzenia pod kątem obecności filmów z protestów, nadal także dochodziło do zabójstw demonstrantów (m.in. za pomocą broni palnej) oraz zastraszania rodzin ofiar.
26 października policja użyła ostrej amunicji i gazu łzawiącego wobec liczącej przynajmniej 10 tys. osób demonstracji zebranej przy grobie Mahsy Amini, raniąc ponad 50 osób. W tym samym dniu policja użyła gazu łzawiącego i śrutu, by rozpędzić wielotysięczne demonstracje w Teheranie. Jednocześnie władze usiłowały agitować, m.in. na uniwersytetach, jednak wysiłki te nie spotykały się z akceptacją ludności, np. na Uniwersytecie Technologicznym Khajeh Nasir Toosi w Teheranie oraz uniwersytecie w Kom, przedstawicieli władz przepędzono lub wygwizdano. Łącznie do końca października 2022 r. zatrzymano co najmniej trzystu studentów. Władze połączyły także z protestami pierwszy od 2018 r. zamach radykałów sunnickich na szyicki meczet, do którego doszło 26 października 2022 r. w Szirazie.
Po dwóch miesiącach protestów, liczba ofiar śmiertelnych sięgnęła 410 osób, w tym 58 niepełnoletnich, a liczba aresztowanych przekroczyła 17 tysięcy. Zginęło też ponad 50 funkcjonariuszy służb bezpieczeństwa. Irańskie władze aresztowały m.in. aktorki Hengame Ghaziani i Katajun Riahi, które wyraziły solidarność z ruchami protestacyjnymi publicznym zdjęciem chust z głów; z tego samego powodu ścigana była duża liczba irańskich celebrytów i sportowców. 13 listopada zapadł pierwszy wyrok śmierci w związku z protestami. Do końca drugiego miesiąca protestów co najmniej sześć osób związanych z protestami skazano na śmierć, a w pierwszym tygodniu grudnia dokonano pierwszej egzekucji, zaś 12 grudnia drugiej – obie przeprowadzono publicznie. Do tego czasu liczba aresztowanych sięgnęła 20 tys. osób, a liczba wydanych wyroków śmierci przekroczyła 10. Po trzech miesiącach liczba zabitych przekroczyła 500 osób, z czego ponad 80 dzieci, a wyroki śmierci wydano na 20 osób, przy czym tzw. polityczny sponsoring ogłaszany przez m.in. posłów z Austrii i Niemiec nad skazanymi na śmierć spowodował wstrzymanie egzekucji. Jednocześnie władze nadal usiłowały stosować także represje pokazowe, czemu służyło aresztowanie w grudniu aktorki Tarane Alidusti, jednak w odróżnieniu od poprzednich protestów w tym kraju, zajścia z 2022 r. miały charakter oddolny, zdecentralizowany i nie miały jednego ośrodka kierowniczego, zatem nie było możliwe zatrzymanie grupy liderów celem zatrzymania protestów. Sama Tarane Alidusti została zwolniona 4 stycznia 2023 r. za kaucją.
Na początku grudnia prokurator generalny ogłosił rozwiązanie policji ds. moralności.

#### 2023
2 stycznia 2023 r. Sąd Najwyższy Iranu oraz Sąd Rewolucyjny zatwierdziły kary śmierci dla dwóch kolejnych osób zatrzymanych za udział w protestach, a 7 stycznia dokonano egzekucji mistrza Iranu w karate Mohammada Karamiego oraz drugiej osobie za rzekome zabicie funkcjonariusza sił bezpieczeństwa. Oskarżeni jeszcze w grudniu odwołali się od wyroków, przekonując, że ich zeznania zostały wymuszone torturami. 4 stycznia najwyższy przywódca Ali Chamenei ogłosił, że kobieta, która nie nosi pełnego hidżabu, nie powinna być traktowana jako sprzeciwiająca się religii lub państwu. 9 stycznia agencja Tasnim poinformowała, że wyrok śmierci wobec irańskiego piłkarza, Amira Nasr Azadaniego został zamieniony na karę 26 lat pozbawienia wolności.
Od czasu demonstracji, których efektem było obalenie szacha, żadne demonstracje w Iranie nie trwały tak długo jak protesty rozpoczęte w 2022 r. i nie ogarnęły tak dużego obszaru kraju. Również uczestnictwo młodzieży nigdy wcześniej nie było tak liczne. Na ponad 500, które zginęły podczas protestów lub popełniły samobójstwo po zwolnieniu z aresztu, blisko 80 to osoby nieletnie.
Od jesieni 2022 r. odnotowano kilkanaście przypadków zbiorowych zatruć w szkołach, głównie żeńskich, w efekcie czego pomocy lekarskiej potrzebowało kilka tysięcy osób. W szkołach, w których doszło do zatruć, wcześnie nagle wyczuwalny stawał się nietypowy zapach, w związku z czym część Irańczyków uważa, że był to efekt działania władz.
Z okazji rocznicy rewolucji islamskiej amnestię dla nieustalonej ilości protestujących ogłosił najwyższy przywódca Iranu Ali Chamenei. Obrońcy praw człowieka uznali amnestię za pozorowaną, gdyż miała ona nie obejmować skazanych za szpiegostwo, „szerzenie zepsucia", celowe zabójstwo, zranienie lub niszczenie publicznej własności, a także cudzoziemców i osób z podwójnym obywatelstwem.

## Reakcje międzynarodowe
- 20 września p.o. 
Wysokiego Komisarza Narodów Zjednoczonych ds. praw człowieka Nada Al-Nashif potępiła brutalną reakcję irańskich władz i wezwała do niezależnego śledztwa[17].
- Sekretarz stanu USA Antony Blinken wezwał Iran do zakończenia systematycznego prześladowania kobiet i dopuszczenia pokojowych protestów[44].
- Szef dyplomacji Unii Europejskiej Josep Borrell skrytykował powszechne i nieproporcjonalne użycie siły wobec pokojowych demonstrantów[31].
- Prezydent USA Joe Biden zapowiedział nałożenie kolejnych sankcji i zapewnił o poparciu dla protestujących[45].
- Przewodniczący parlamentu Norwegii Masud Gharahkhani wyraził poparcie dla protestujących i zapewnił, że gdyby nie emigracja rodziców, również brałby udział w protestach[31].
- Doradca ds. bezpieczeństwa narodowego USA Jake Sullivan powiedział, że Stany Zjednoczone podjęły kroki, aby ukarać irańską policję obyczajową[31].
- Protesty i gesty solidarności z irańskimi kobietami miały miejsce m.in. w Atenach, Berlinie, Brukseli, Stambule, Madrycie, Nowym Jorku, Warszawie i Paryżu[46][47][48].
- 10 października Wielka Brytania ogłosiła sankcje na policję obyczajową, dowódcę policji i przywódcę bojówek basidżich[15].
- W geście wsparcia dla Iranek ścięło włosy ponad 50 znanych kobiet związanych z Francją, m.in. Charlotte Rampling, Isabelle Huppert, Isabelle Adjani, Juliette Binoche, Marion Cotillard, Jane Birkin z córką Charlotte Gainsbourg, Julie Gayet i Barbara Pravi[49][50][48].
- USA oskarżyły Rosję, że doradza Iranowi w kwestii sposobów tłumienia protestów[18].
- Skutkiem brutalnego tłumienia protestów było zawieszenie wiedeńskich rokowań w sprawie irańskiego programu nuklearnego[24].
- Skutkiem brutalnego tłumienia protestów było wykluczenie Iranu z Komisji ONZ ds. Statusu Kobiet[24].
- pieśń Baroje Szerwina Hadżipura, która stała się hymnem irańskich protestów, została wyróżniona specjalną nagrodą Grammy[27].